# Тисовац (Старо Петрово Село)
Тисовац је насељено место у саставу општине Старо Петрово Село у Бродско-посавској жупанији, Република Хрватска.

## Историја
До територијалне реорганизације у Хрватској налазио се у саставу старе општине Нова Градишка.

## Становништво
На попису становништва 2011. године, Тисовац је имао 363 становника.

## Попис1991.
На попису становништва 1991. године, насељено место Тисовац је имало 437 становника, следећег националног састава:
| Попис 1991.‍ | Попис 1991.‍ | Попис 1991.‍ | Попис 1991.‍ | Попис 1991.‍ |
| ----------- | ----------- | ----------- | ----------- | ----------- |
|             |             |             |             |             |
| Хрвати      | Хрвати      |             | 430         | 98,39%      |
| Срби        | Срби        |             | 2           | 0,45%       |
| Словаци     | Словаци     |             | 1           | 0,22%       |
| непознато   | непознато   |             | 4           | 0,91%       |
| укупно: 437 |             |             |             |             |